# Juan González-Quirós y Corujo
Juan González-Quirós y Corujo,  (Madrid, 8 de diciembre de 1934), un aficionado al arte, propietario de los derechos de explotación de la colección de esculturas originales de Salvador Dalí.

## Biografía
Hijo del psiquiatra Pedro González-Quirós e Isla y de Ángela Corujo y López-Villamil, nace en Madrid, pero pronto se traslada a Oviedo. Vive en casas repletas de obras de arte a las que aprende desde muy pronto a mirar. Termina en Oviedo sus estudios secundarios y se instala en Madrid, donde inicia las carreras de Arquitectura y de Filosofía y Letras, posteriormente en 1956 viaja a Italia para estudiar arte en la Universidad de Perugia y también en Roma, Florencia y Faenza.
En este tiempo conoce muy de cerca a personajes del mundo de la cultura y el arte con los que entabla amistad como Gulio Carlo Argan y otros grandes autores y artistas de la época, Angelo Biancini, Lucio Fontana, Marino Marini, Manzú, Giorgio de Chirico, etc.
Cabe destacar los descubrimientos de emplazamiento, en colaboración con Manuel Moreno, de la tumba de Alfonso VI en una finca de Sahagún de Campos, del Retablo del Maestro de Palanquinos, una de las obras claves en la pintura española del Siglo XVI, en Mayorga de Campos —hoy expuesto en el Museo de Bellas Artes del Principado de Asturias— y de un relieve de Donatello de Lorenzo el Magnífico de niño.
Su trabajo le lleva a contratar al profesor Corradini para realizar importantes restauraciones.
En el año 1969, fue el descubridor del mercado de arte en Argentina —obras de arte adquiridas en toda Europa por los enriquecidos Argentinos entre 1850 y 1930— donde encuentra y adquiere Picassos época azul, rosa y cubista, Foujita, Lautrec, Renoir y gran cantidad de Sorollas, Solana, Rusiñol, Fortuny, Cubells, Nonell, etc. Adquiere en esta época, más de 2.000 obras de arte, que hoy nutren importantes colecciones del mundo.
Es el artífice indiscutible de la Colección Masaveu —quizás una de las más importantes de España—, de la que una pequeña parte se encuentra hoy expuesta en el Museo de Bellas artes de Asturias, así como experto de varias Colecciones Privadas y Públicas a las que asesora regularmente.

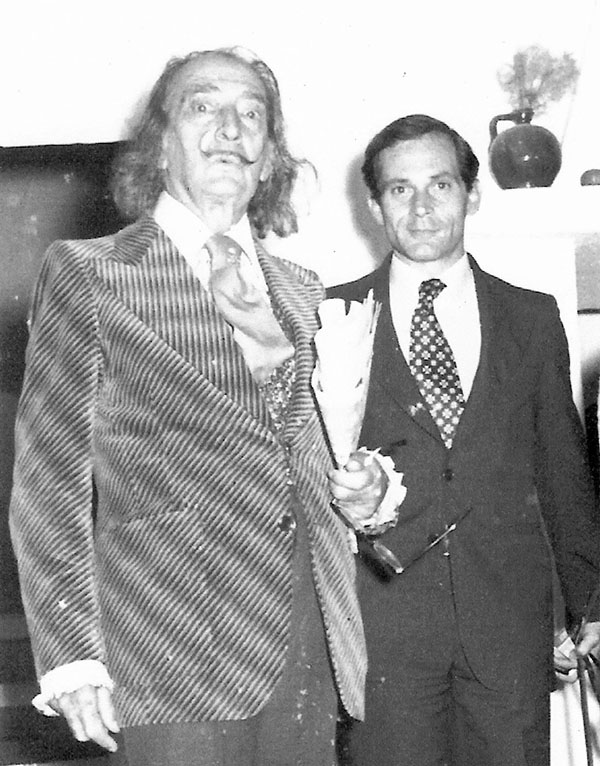
Salvador Dalí y Juan Quirós en Port Lligat, 1975

En 1975 conoce a Salvador Dalí, e inicia una importante relación, siguiendo sus pasos hasta el final, acumulado conocimientos que serían impensables de otro modo. Propietario de las únicas esculturas de Dalí, realizadas por las manos del artista sin la intervención de terceros, con abundante documentación que avala su autenticidad. La colección reunida es de categoría internacional por su calidad y selección y probablemente la más importante del mundo de esculturas monumentales de Salvador Dalí.
Juan Quirós vio personalmente a Dalí realizar las esculturas con sus propias manos, es la única persona viva de las que participaron en los hechos relacionados con la firma de los contratos con Dalí para la realización de las esculturas y es el único propietario de los moldes originales de las mismas.
Es un experto con un conocimiento reconocido internacionalmente, de Dalí, de Kooning, de Chirico, de Pisis, Sorolla, Picasso, Miro, de los pintores de la Escuela española de París, de los pintores formados en la Academia Española de Roma, etc.
El saber reconocer donde están los repintes, las restauraciones, las malas atribuciones en las obras de arte, hacen que su conocimiento sea de complejo y complicado entendimiento, en muchas ocasiones, de todos modos deben ser utilizados medios de avanzado procedimiento, pero es el ojo el que indica donde se debe observar. Años de estudio, de ver y mirar le dieron prestigio y valor a sus apreciaciones.
La cantidad de obras de arte que pasaron y pasan por sus manos es realmente enorme, desde elementos arqueológicos del siglo VI a. C. a obras de arte moderno y contemporáneo. Ha manejado obra de Picasso, Matisse, Doufy, Van Gogh, Manet, Sysley, Signac, Miró, De Kooning, Dalí, Marc Chagall, Francis Bacon, Paul Klee, Maillol, Rodin, Juan Gris, Antonio López, Van Dougen, Moore, Delacroix y un largo etcétera, así como antiguas tablas flamencas e italianas, pinturas de Goya, Valdés Leal, Murillo, Zurbarán, Alonso Cano, Pedro y Alonso Berruguete y en definitiva ese maravilloso mundo del arte que tanto hace disfrutar a los conocedores de todo el mundo.

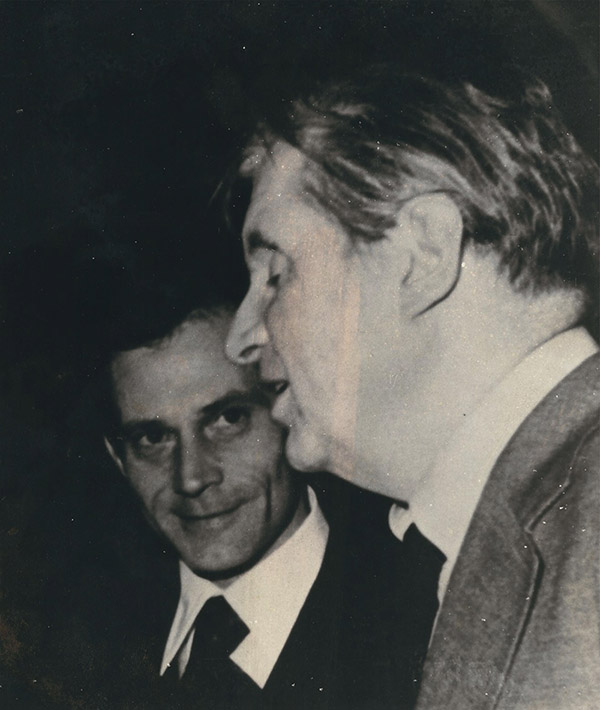
Juan Quirós y Francis Bacon en París en 1976.